# Lions Gate Bridge

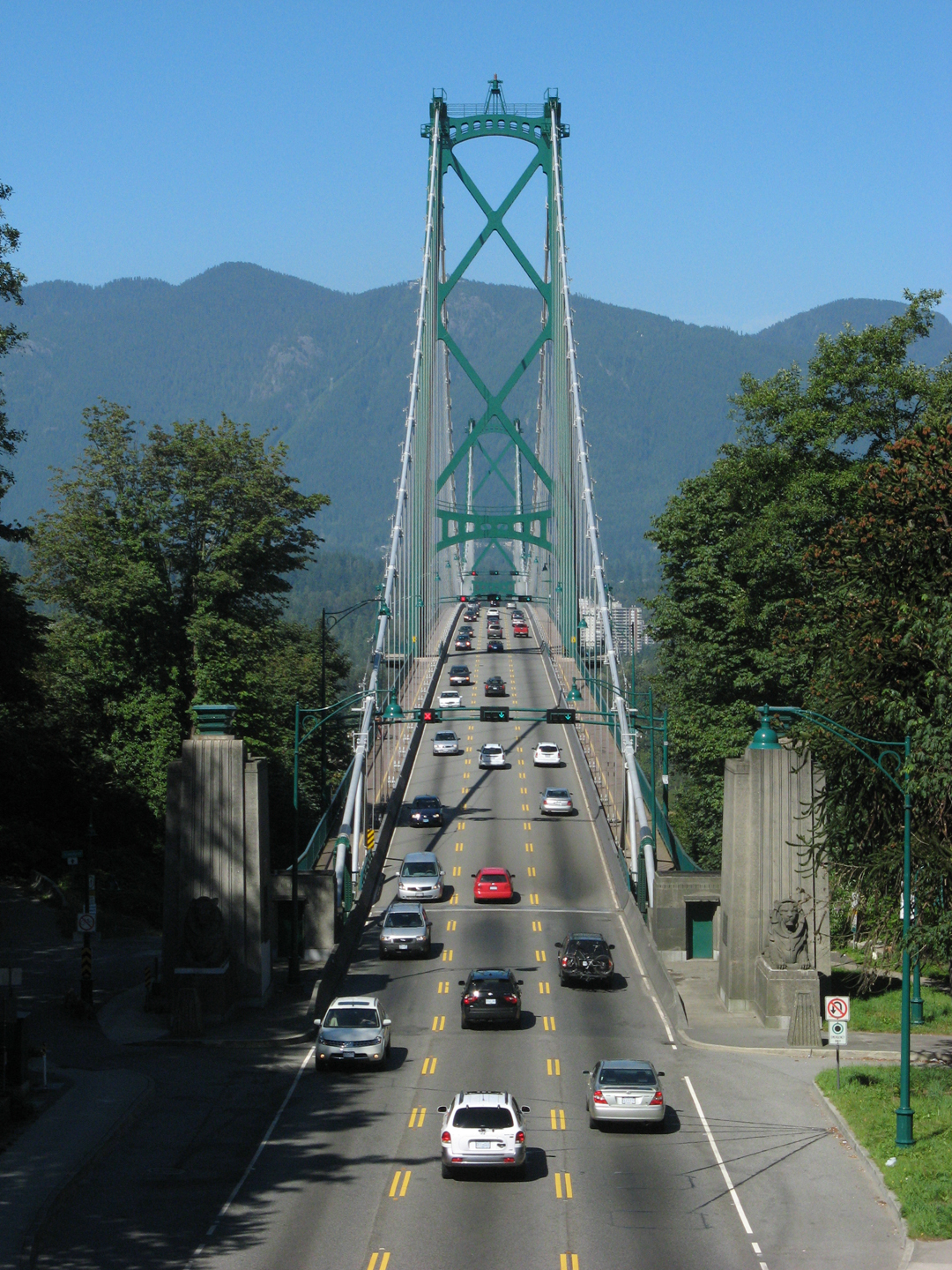
Lions Gate Bridge

De Lions Gate Bridge is een hangbrug in Vancouver, British Columbia, Canada en verbindt downtown Vancouver met de stadsdelen West Vancouver en North Vancouver. De brug wordt ook wel de First Narrows Bridge genoemd en overspant de Burrard Inlet. De hoofdoverspanning is 472 meter en de brug is ingedeeld in drie rijstroken, waarbij de middelste de drukste spitsrichting faciliteert.
De brug werd tussen 1937 en 1938 gebouwd en werd door de architect Philip Louis Pratley ontworpen.